# Борзнянский район
Борзня́нский райо́н (укр. Борзнянський район) — административно-территориальная единица, существовавшая в 1923—1962 и в 1965—2020 годах. В 1923—1925 годах район входил в состав Конотопского округа Черниговской губернии Украинской Социалистической Советской Республики Советского Союза, с 1925 по 1930 год — в состав того же округа, входящего напрямую в состав Украинской ССР. С 27 февраля до 15 октября 1932 года район входил в состав Киевской области, а с октября 1932 года до 1962 года и с 1965 до 2020 года — в состав Черниговской области УССР (до 1991 г.) и независимой Украины.
Административный центр — город Борзна.
Удельный вес в области: по территории — 5 %, по численности населения — 3,2 %.

## География
Борзнянский район располагался в восточной части Черниговщины. На северо-западе он граничил с Менским, на северо-востоке — с Сосницким, на востоке — с Бахмачским, на юге — с Ичнянским, на юго-западе — с Нежинским, на западе — с Куликовским районами. Площадь — 1 600 км². 
Максимальная точка — 146 м. Лесные массивы располагались преимущественно на северо-западе и северо-востоке района. Крупнейшие реки: Десна, Остёр, Дочь, Сейм, Смолянка, Берёза и Борзна. Через район проходили две железнодорожные ветки направлениями Нежин — Киев и Чернигов — Бахмач общей длиной 50 км. Ж/д станции: Галайбино, Дочь, Великая Загоровка, Плиски, Хорошее Озеро, Круты (известна кровопролитным боем под Крутами).
Природно-заповедный фонд Борзнянского района был представлен 30 природоохранными объектами местного значения и один общегосударственного значения (гидрологический памятник природы Озеро Трубин): 22 заказника (19 гидрологических, 3 ботанических), 8 памятников природы (4 ботанических, 2 гидрологических, 1 гидрологический, 1 геологический), 1 урочище. Крупнейшие объекты: ботанический заказник Юрковщина площадью 536 га и урочище Базарщина — 251 га.

## История
Поселения эпохи неолита были обнаружены археологами близ деревни Гришовка. Кроме того, у Гришовки было найдено поселение эпохи бронзы и следы скифо-сарматской культуры VIII—III веков до н. е. Остатки поселений бронзового века найдены также в Кинашовке, Носеловке, Оленевке.
Скифские курганы VII—II веков до н. е. сохранились под Борзной, в Комаровке, у Красного Озера.
В Борзне найдено поселение Черняховской культуры (II—VI вв.) Раннеславянской поселения II—V веков — у Плисок.
Летописный «Град Всеволож», о котором идет речь в Никоновской летописи, находится на Борзнянщине. Ныне это село Сиволож в 27 км от Борзны. От Всеволож осталось городище XI—XII веков Городища периода Киевской Руси найдены также в Борзне, Ядуты, Большой Дочи. В Борзне и Новых Млынах были найдены клады арабских монет VII—VIII веков.
Предтечей современного Борзнянского района следует считать Борзенский полк — военную и административно-территориальную единицу времен казацко-гетманского государства. Полк с полковым центром в Борзне был создан в 1648 году в начале Освободительной войны украинского народа. В 1649 году полк был ликвидирован, а его территория включена в Черниговском полку. Однако в 1654 году Борзенский полк был восстановлен, а в 1655 году вновь, теперь навсегда, ликвидирован и присоединен к Нежинскому полку. К ликвидации Гетманщины Борзна была центром сотни Нежинского полка.
В последней четверти XVII столетия российским правительством активно внедрялся курс на ликвидацию полково-сотенного устройства на Левобережной Украине. Проведение административно-территориальной реформы было осуществлено без учёта прежних границ полков и сотен и полностью разрушило административную систему Гетманского государства.
В 1781 году в составе Черниговского наместничества был создан Нежинский уезд, который состоял из 10 волостей. С 1796 года Борзенского уезд входил в состав Малороссийской, а с 1802 года — Черниговской губернии.
После реформы 1834—1838 годов, которая предусматривала укрупнение волостей, Борзенский уезд включал четыре волости: Ичнянскую, Комаровскую, Шаповаловскую и Ивангородскую. Кроме того, в уездах создавались отдельные административные единицы — округа (в Борзенском уезде — Беловежский округ, в котором проживали колонисты).
В результате административно-территориальных реформ в Российской империи территория и состав Борзнянского уезда неоднократно менялись. В конце XIX века он представлял собой почти правильный прямоугольник площадью 2589 верст². Уезд состоял из 3 станов, 13 волостей. На западе граничил с Нежинским, на юге — с Сосницким, на востоке — с Конотопом уездами Черниговской губернии, а на юге — с Прилукским уездом Полтавской губернии.
После образования Украинской Социалистической Советской Республики произошли изменения в административно-территориальном делении: ликвидировалось разделение губерний на уезды и волости. Введено административно-территориальное деление на округа и районы. Из 2—3 уездов создавалась округа, из нескольких волостей — район.
7 марта 1923 Президиум ВУЦИК принял постановление № 313 «Об административно-территориальное деление Черниговщины». Принятым постановлением Черниговщина была разделена на пять округов. Из Борзенского, Конотопа, и Кролевецкого уездов создан Конотопский округ в составе 11 районов — Алтинивского, Батуринского, Бахмачского, Борзенского, Дмитровского, Карабутивской, Коропского, Кролевецкого, Парафиевского, Плисковского и Конотопского.
До июня 1925 года Конотопский округ входил в состав Черниговской губернии, затем до своего упразднения 15 сентября 1930 года округ напрямую был подчинён Украинской ССР. После этого Борзнянский район напрямую входил в состав союзной республики до 1932 года.
27 февраля 1932 года была образована Киевская область, куда вошёл Борзнянский район. С образованием 15 октября того же года Черниговской области Борзнянский район передан в её состав.
21 января 1959 года к Борзнянскому району была присоединена часть территории упразднённого Комаровского района, а 30 ноября 1960 — часть территории упразднённого Батуринского района..
«Хрущёвский» период в истории СССР характеризовался бурными изменениями всех сфер жизни Советского Союза, а затем и Украинской ССР. Под лозунгом «Догнать и перегнать Америку» в УССР в 1959—1964 годах происходила ликвидация и укрупнение районов области, образование промышленных районов, укрупнение сельских районов.
Согласно Указу Президиума Верховного Совета УССР № 35 «О укрупнение сельских районов Украинской ССР» от 30 декабря 1962 года сельские районы укрупнялись до размеров территорий производственных колхозно-совхозных управлений. Согласно этому указу был ликвидирован и Борзенский район.
Однако уже в 1965 году Указом Президиума ВС УССР № 64 «О внесении изменений в административное районирование Украинской ССР» от 4 января «в связи с объединением промышленных и сельских областных советов депутатов трудящихся Украины и учитывая предложения о разукрупнении районов» создано 393 района. По этому указу был возрожден и Нежинский район с привычным сегодня названием.
17 июля 2020 года в результате административно-территориальной реформы район вошёл в состав Нежинского района.

## Административно-территориальное деление
Административно Борзнянский район состоял из одного городского и 26 сельских советов.
На территории городского совета был расположен город Борзна и ещё 4 сельских населённых пункта. 10 сельских советов состояли только из одного населённого пункта, 2 — из двух, 9 — из трёх и больше.
Район включал один город — Борзна и 62 села.

## Население
Численность населения (по состоянию на 01.01.2010) — 36 252 человека.
Плотность населения (постоянного) — 22 человека на кв.км.
Динамика изменения численности населения Борзнянского района (2001—2007 года). Источник
Соотношение различных групп населения Борзнянского района (на 2010 год). Источник
| Родилось детей | Умерло жителей | Заключено браков | Состоялось разводов |
| -------------- | -------------- | ---------------- | ------------------- |
| 276            | 1019           | 174              | 102                 |

Примечание: таблица составлена по данным источника

## Транспорт и связь
Основными видами транспорта в Борзянском районе были железнодорожный и автомобильный.
Через район пролегала международная автодорога М02 E101 Киев — Москва, железнодорожные линии Бахмач — Гомель и Киев — Нежин — Бахмач Юго-Западной железной дороги. Крупнейшие станции для грузопассажирских перевозок — Дочь, Плиски, Круты.
89 % населённых пунктов были связаны с райцентром дорогами с твердым покрытием.
Автоперевозчик — ООО АТП-17448. К середине 1990-х годов в Борзне работала автостанция, с которой ходили рейсовые автобусы на Киев, Чернигов, Бахмач, Нежин, Ичню, Конотоп, Глухов и т. п. Однако во времена экономического кризиса автостанцию закрыли. Сегодня нерегулярные пассажирские транспортные перевозки осуществляют частные перевозчики.
В Борзне функционировал районный узел связи с отделениями ГП почтовой связи «Укрпочта» и ОАО «Укртелеком» (Борзна, ул. Пантелеймона Кулиша , 100). Все населенные пункты района (за исключением села Клипино) телефонизированы. Междугородный телефонный код — 4653. Количество абонентов АТС — 6810.

## Экономика
Борзна была единственным крупным промышленным центром района. Ведущие отрасли: пищевая, швейная, строительных материалов. Аграрный сектор представлен мясо-молочным скотоводством, свиноводством, культивацией зерновых культур, сахарной свеклы, картофеля.

## Археология
Важнейшие археологические памятники района:
| Археологический памятник                                | Количество | Местонахождение                          |
| ------------------------------------------------------- | ---------- | ---------------------------------------- |
| Поселения эпохи неолита                                 | 1          | Гришовка                                 |
| Поселения эпохи бронзы                                  | 4          | Гришовка, Кинашевка, Носиловка, Оленовка |
| Курганы с погребениями скифских времён 7—2 вв. до н. э. | 2          | Борзна, Комаровка, Червоное Озеро        |
| Поселения 8—3 вв. до н. э.                              | 1          | Гришовка                                 |
| Поселения ранних славян черняховской культуры 2—6 вв.   | 1          | Борзна                                   |
| Поселения ранних славян 2—5 вв.                         | 1          | Плиски                                   |
| Клады ювелирных изделий                                 | 1          | Борзна                                   |
| Городища периода Киевской Руси                          | 3          | Борзна, Великая Дочь, Ядуты              |
| Поселения периода Киевской Руси                         | 1          | Хорошее Озеро                            |
| Летописные города периода Киевской Руси                 | 1          | Сиволож                                  |

## Спорт
Спортивным воспитанием молодёжи района занималась Борзнянская районная детско-юношеская спортивная школа (г. Борзна, ул. Красносельского, 33). Самый популярный вид спорта — футбол.
Футбольный клуб «Еднисть» из села Плиски — единственный сельский клуб, играющий на профессиональном уровне в чемпионате Украины по футболу. Наивысшее достижение клуба в Кубке Украины: 1/8 финала 2009—2010.
Любительские футбольные клубы «Единство-2» и «Борзна-Юность» — участники и призёры чемпионатов и кубков Черниговской области среди любителей.
Много лет подряд организовывал в Борзне детские футбольные турниры большой энтузиаст спорта, депутат Борзнянского районного совета Николай Майба. По его память на районном стадионе «Колос» проводится Всеукраинский турнир по футболу памяти Николая Майбы. В турнире принимают участие детские футбольные команды не только из Черниговской области, но и из Броваров, Славутича и т. д.
.
Борзнянская команда по мини-футболу неоднократно выходила в финальную часть Всеукраинского турнира «Кубок Хюндай».

## Медицина
Медицинские услуги оказывали Борзнянская центральная районная больница, 4 участковые больницы, 6 врачебных амбулаторий и 32 фельдшерско-акушерских пункта.
По данным Черниговской ОГА, финансирование медицинских учреждений, в том числе Борзнянского района, осуществлялось централизованно из областного бюджета в виде кредитов для реализации инвестиционного проекта «Обеспечение лечебно-профилактических учреждений оборудованием, транспортными средствами, изделиями медицинского назначения и лекарственными средствами». В районы закупались специализированные легковые автомобили, медицинское оборудование и аппаратура.
В то же время сравнительный анализ свидетельствовал о сокращении общей численности медицинских учреждений района, в первую очередь сельских участковых больниц. Для сравнения: в 2007 году в Борзнянском районе действовали центральная районная больница, 8 участковых больниц, 3 амбулатории и 32 фельдшерско-акушерских пункта.

## Достопримечательности

### Архитектура
В селе Новые Млины находится каменная Свято-Троицкая церковь 1800 года, которая внесена в список памятников истории, монументального искусства и археологии национального значения Государственный реестр недвижимых памятников Украины (объект 79-Н 0, порядковый № 3414). Церковь действующая, принадлежит Свято-Троицкому приходу Борзнянского благочиния Украинской православной церкви Московского патриархата.
К памятникам архитектуры местного значения относятся каменный Борзнянский Свято-Николаевский храм (1768, колокольня 1864, достроен в 1903, отреставрирован в 2009), Свято-Воскресенская (1857, отреставрирована в начале 2000-х годов) и Свято-Васильевская (начало XX века, отреставрирована в начале 2000-х годов) церкви. Все храмы действующие Украинской православной церкви Московского патриархата. Восстанавливается церковь Рождества Христова (1905, построена на месте храма 1788 года). В селе Комаровка — Михайловская церковь (1897). В селе Головеньки находится жемчужина деревянного зодчества начала XIX века — церковь Архистратига Михаила.
В Борзне и сёлах сохранилось значительное количество домов, хозяйственных построек, мельниц ХІХ — начала XX века. Некоторые из них — настоящие произведения искусства.
- Свято-Николаевская церковь.
Борзна
- Свято-Михайловская церковь.
Комаровка
- Свято-Троицкая церковь.
Новые Млины
- Церковь Рождества Христова.
Борзна

### Музеи и заповедники
В 2002 году на хуторе Мотронивка под Борзной, где когда-то проживал выдающийся писатель и этнограф Пантелеймон Кулиш, создан Областной историко-мемориальный музей-заповедник "Ганнина Пустынь " (Борзна, с. Мотронивка).
Имение Кулишив занимает 9,6 га. Центральное место в музейном комплексе занимает дом, который является точной копией той, в которой жили Кулеши. В нём размещена музейная экспозиция. Рядом с домом — место захоронения супругов Кулишив и брата Александры Белозерской-Кулиш — Василия Белозерского, одного из организаторов Кирилло-Мефодиевского братства. На могилах установлены мраморные плиты и кресты. Напротив — дубовый крест почти 10-тиметровой высоты и златоверхая часовня. По липовой аллее, воспроизведенной по старым фотографиям, скульптурная композиция с памятниками Пантелеймону Кулишу и Анне Барвинок. До хутора часто приезжают посетители. Здесь проводятся литературные гости, историко-культурные конференции, искусно мероприятия.
- Історико-меморіальний музей-заповідник «Ганнина Пустинь»
- Писательница и общественный деятель Александра Белозерская (Ганна Барвинок)
- Писатель, поэт, драматург Пантелеймон Кулиш
- Колодязь-журавель в історико-меморіальному музеї «Ганнина Пустинь»
- Часовня на месте захоронения П. Кулиша, А. Белозерской-Кулиш и В. М. Белозерского

В 1996 году в Борзне открылся после реконструкции Музей-усадьба народного художника Украины Александра Саенко (Борзна, ул. Партизанская, 58), который действует сегодня не только как музей художника, но и как центр сохранения, приумножения и распространения истории, культуры и традиций Борзнянщины. Ежегодно здесь проводятся встречи с известными людьми — уроженцами Борзнянского края, проживающих за пределами Черниговской области и Украине, а также со знаменитыми земляками, семьями, которые живут здесь сейчас и своим трудом и общественной деятельностью делают сегодня заметный вклад в развитие истории и традиций родного края.
В Борзне действует также Народный историко-краеведческий музей (Борзна, ул. Советская, 4) с широкой краеведческой экспозицией. Музей 1922 году основал художник и педагог Андроник Лазарчук. В музее представлена богатая коллекция картин художника Николая Ге.

### Памятники
Борзна
- Монумент землякам, погибшим на фронтах Великой Отечественной войны;
- Памятный знак погибшим землякам, которые погибли, выполняя интернациональный долг в Афганистане;
- Памятник Ленину (скульптор П. Ф. Остапенко, архитектор Н. С. Коломиец, 1982);
- Памятник основателю украинской гетманской державы гетману Богдану Хмельницкому;
- Монумент — братская могила защитников Борзны;
- Памятник Тарасу Шевченко и памятный знак в память о пребывании поэта в городе.

Высокое
- Памятник советским воинам, погибшим в 1943 году, освобождая Борзнянщину.

Комаровка
- Памятник — братская могила советских воинов, погибших в 1943 году освобождая Борзнянщине. Среди них Герой Советского Союза гвардии капитан Ксенофонт Максин.

Красносельское
- Памятный знак землякам, погибшим на фронтах Великой Отечественной войны;
- Бюст Героя Советского Союза Иван Михайлович Красносельского.

Круты
- В 2006 году рядом с железнодорожной станцией открыли мемориал памяти Героев Крут — 300 юношей, погибших 29 января 1918 года, защищая Украину от большевистского войска.

Новые Млины
- Памятник — братская могила советских воинов, погибших в 1943 году, освобождая Борзнянщину. Среди них Герой Советского Союза старший лейтенант Павел Ярцев.

Оленовка
- Памятники на могилах Пантелеймона Кулиша, Александры Белозерской-Кулиш, Василия Белозерского.

Плиски
- Монумент землякам, погибшим на фронтах Великой Отечественной войны.

Шаповаловка
- Памятный знак борзнянцям, расстрелянным фашистскими захватчиками 18 января 1942 года.

Ядуты
- Бронзовый бюст земляка — Героя Советского Союза Феодосия Родионовича Горбача.